# شوقي عوض بالزهير
شوقي عوض بالزهير (بالإنجليزية: Shawki Awad Balzuhair) مواطن يمني ولد في 24 يوليو 1981 محافظة حضرموت، معتقل سابق في معتقل غوانتانامو. 

## الاعتقال
اعتقلته قوات من الشرطة والمخابرات الباكستانية يوم 11 سبتمبر 2002 في مدينة كراتشي في عملية مداهمة لمشتبه بهم بالانتماء لتنظيم القاعدة.
سلمت باكستان معتقلين بتهم الانتماء لتنظيم القاعدة بينهم شوقي لوكالة المخابرات المركزية الأمريكية في 14و 15 سبتمبر 2002 ونقلته الوكالة إلى موقع أسود تابع لها خارج الولايات المتحدة الأمريكية ظل فيه شهر، تم التحقيق معه وتعرض للتعذيب في هذا الموقع .
نقل يوم 28 اكتوبر2002 إلى معتقل غوانتانامو في كوبا .
وجهت له تهم الانتماء لتنظيم القاعدة وتشكيل خلية تابعة لتنظيم، وتحضير لهجمات إرهابية ضد القوات الأمريكية.

## الانتقال إلى الرأس الأخضر
في العام 2016 اعتبرت الحكومة الأمريكية شوقي بازهير بأنه لايشكل تهديد كبيراً على الأمن القومي الأمريكي، ونقلته السلطات الأمريكية إلى الدولة الرأس الأخضر بعد اتفاق بين الدولتين.